# Surf Curse
Surf Curse (с англ. — «Проклятие сёрфинга») — американская сёрф-рок-группа, образованная в 2013 году в городе Рино, штат Невада. Основателями группы являются Нико Рэттиган (вокал и ударные) и Джейкоб Рубек (гитара). Участниками команды также считаются Генри Диллон (бас-гитара) и Ноа Холл (гитара). Особенную популярность группа получила после выхода в 2013 году сингла «Freaks», ставшего популярным в англоязычном TikTok в 2020 году.

## История
Группа была образована в 2013 году Ником Рэттиганом и Джейкобом Рубеком в городе Рино, штат Невада. Впоследствии команда перебралась в Лос-Анджелес, штат Калифорния. В Лос-Анджелесе группа стала популярной среди аудитории всех возрастов. При этом вокалист Ник Рэттиган развивал свой сольный проект Current Joys. В том же 2013 году группа выпустила EP Sad Boys и альбом Buds. В новый альбом вошла песня Freaks, которая была написана основателями группы в 2011 году, когда Нику и Джейкобу было по 18 лет.
Группа смогла собрать растущую аудиторию, что позволило им выступить на фестивале Beach Goth в октябре 2016 года. Второй альбом Nothing Yet был выпущен в январе 2017 года на лейбле Danger Collective. В 2019 году вышел альбом Heaven Surrounds You, в котором особенно высоко был оценён голос Ника Рэттигана и песня Disco. Рецензенты выделили в песне быстрый темп, но подвергли критике смысл текста, основанный на клише.
С началом пандемии Covid-19 и последующими карантинами в 2020 году группа была вынуждена прекратить выступления вживую. В это же время на платформе TikTok песня Freaks стала привлекать внимание пользователей, которые использовали её в своих коротких видео. Несмотря на то, что Ник и Джейкоб не используют TikTok, они положительно оценили популярность песни в социальной сети.
В тоже время, когда песня Freaks стала популярной в интернете, участники группы столкнулись с обвинениями в сексуальных домогательств по отношению к фанатам. В этой связи лейбл Danger Collective расторг контракт с музыкальной группой. Тем не менее анонимное обвинение по отношению к Рубеку было отозвано, как и два обвинения по отношению к Рэттигану. Сами участники группы категорически отвергли все обвинения, а в августе 2020 года Рубек написал, что «в его жизни не было момента, который хоть как-то мог бы напомнить сексуальное домогательство».
После переиздания сингла Freaks в мае 2021 года, группа подписала контракт с Atlantic Records, а песня достигла 64-го места в списке британских чартов и 17-е место в Billboard Hot Rock & Alternative Songs.
После подписания контракта с Atlantic Records в группе стали играть басист Генри Диллон и гитарист Ноа Холл, которые гастролировали с музыкальной группой ещё до пандемии. 7 октября 2022 года группа выпустила новый альбом Magic Hour, который был положительно воспринят многими музыкальными критиками, назвавшими тексты более творческими и проявляющими растущий потенциал команды.

## Дискография

### Студийные альбомы
- Buds (2013)
- Nothing Yet (2017)
- Heaven Surrounds You (2018)
- Magic Hour (2022)

### EP
- Sad Boys (2013)
- Surf Curse on Audiotree Live (2017)
- Freaks (Remixes) (2021)

## Примечание
1. ↑  Tina Benitez-Eves. Surf Curse Continue Connecting to "Freaks" 10 Years Later (амер. англ.). American Songwriter (31 августа 2021). Дата обращения: 5 декабря 2022. Архивировано 2 декабря 2022 года.
2. ↑  Seth Sommerfeld. Surf Curse unexpectedly blew up on TikTok, but the band's sonic evolution suggests it's no flash in the pan (англ.). Inlander. Дата обращения: 5 декабря 2022. Архивировано 1 декабря 2022 года.
3. ↑  Shayna Chabrow. Surf Curse Run Through Life Dazed and Confused on "The Strange and the Kind" (амер. англ.). Atwood Magazine (7 февраля 2017). Дата обращения: 5 декабря 2022. Архивировано 5 декабря 2022 года.
4. 1 2 3 4  Twitter, Instagram, Email, Facebook. These indie-rock lifers went from obscurity to scandal to a major-label deal in 10 months (амер. англ.). Los Angeles Times (19 июля 2021). Дата обращения: 5 декабря 2022. Архивировано 1 декабря 2022 года.
5. ↑  Sam Dynes. Album Review: Heaven Surrounds You by Surf Curse (брит. англ.). The Mancunion (2 октября 2019). Дата обращения: 5 декабря 2022. Архивировано 1 декабря 2022 года.
6. ↑  Condé Nast. Surf Curse: Heaven Surrounds You (амер. англ.). Pitchfork. Дата обращения: 5 декабря 2022. Архивировано 5 декабря 2022 года.
7. ↑  Charts analysis: Body's sales up for Tion Wayne & Russ Millions | Analysis | Music Week. www.musicweek.com. Дата обращения: 5 декабря 2022. Архивировано 5 декабря 2022 года.
8. ↑  Review: Surf Curse abrasively experiments with smoothness on ‘Magic Hour’. The Rice Thresher. Дата обращения: 5 декабря 2022. Архивировано 1 декабря 2022 года.